# عبد المجيد طهراوي
موسى عبد المجيد طهراوي دوما (من مواليد 24 فبراير 1981 في الشلف) لاعب كرة قدم جزائري محترف. وهو حاليا غير مرتبط بعد أن لعب مؤخرا مع نادي السويحلي في الدوري الليبي الممتاز.

## المسيرة الكروية
في صيف 2005 ، انضم طهراوي إلى اتحاد البليدة في انتقال من جمعية الشلف . في ذلك الوقت، كانت رسوم الانتقال البالغة 12.5 مليون دينار جزائري (138.500 يورو) التي يدفعها اتحاد البليدة أعلى رسوم تُدفع بين ناديين جزائريين.

## المسيرة الدولية
في 17 أغسطس 2004، ظهر طهراوي لأول مرة مع المنتخب الجزائري في مباراة ودية ضد بوركينا فاسو. بدأ المباراة وسجل هدفا في الدقيقة 33. استبدل في الشوط الأول بسليم عراش.

### الأهداف الدولية
الأهداف والنتائج تسجل رصيد أهداف الجزائر أولاً.
| هدف | تاريخ         | مكان                                  | الخصم        | نتيجة | نتيجة | مسابقة |
| --- | ------------- | ------------------------------------- | ------------ | ----- | ----- | ------ |
| 1   | 17 أغسطس 2004 | الملعب 5 يوليو 1962 ، الجزائر العاصمة | بوركينا فاسو | 1–0   | 2-2   | ودية   |

## روابط خارجية
- عبد المجيد طهراوي على موقع ناشيونال فوتبول تيمز (الإنجليزية)